# Peste rusa de 1770-1772
La epidemia de peste rusa de 1770-1772, también conocida como la peste de Moscú de 1771, fue el último gran brote de peste en Rusia, con un balance de entre 52 000 y 100 000 muertes solo en Moscú. La epidemia de peste bubónica surgida en el teatro de operaciones moldavo durante la guerra ruso-turca, en enero de 1770, se propagó hacia el norte a través de Ucrania y Rusia central, con un pico en Moscú el mes de septiembre de 1771, donde desencadenó severos disturbios. Esta epidemia modificó el mapa de la ciudad, con la construcción de nuevos cementerios más allá del espacio urbano del siglo xviii.

## El brote
Las tropas rusas en Focşani (Moldavia) descubrieron los primeros indicios de peste en enero de 1770 . La enfermedad, propia de la región, se contrajo mediante los prisioneros de guerra y el botín. Las noticias fueron aclamadas y exageradas por los adversarios de Rusia; Catalina II, en cambio, escribía una carta tranquilizadora a Voltaire, donde afirmaba que «en primavera los muertos por la peste resucitarán para la lucha». El comandante general Christopher von Stoffeln presionó a los doctores del ejército para encubrir el brote, el cual no se hizo público hasta que Gustav Orreus, un cirujano ruso-finés que respondía directamente ante el mariscal de campo Piotr Rumiántsev, examinó la situación, la identificó como una peste e impuso la cuarentena de las tropas. Stoffeln, sin embargo, rechazó evacuar los pueblos infectados; el mismo perecería víctima de la enfermedad en mayo del mismo año. De unos 1500 pacientes registrados entre sus tropas durante los meses de mayo a agosto, solo sobrevivirían 300.
Los puestos de control de cuarentena médica creados por Pedro I y ampliados por Catalina II fueron suficientes para evitar que la peste llegase al interior del país durante la paz, pero resultaron inadecuados en tiempos de guerra. El sistema concebía toda epidemia como una amenaza externa, centrándose en el control fronterizo, y prestaba menor atención a las medidas domésticas. La epidemia obstruyó la logística del ejército de Rumjántsev y, mientras el Estado trataba de enviar más reservas y suministros al teatro, se tuvieron que levantar los controles de la cuarentena. La peste irrumpió en Polonia y Ucrania; para agosto de 1770 alcanzó la ciudad de Briansk. Catalina se negó a admitir la existencia de la peste en público, si bien era perfectamente consciente de la naturaleza y las proporciones de la amenaza, como evidencian sus cartas al gobernador de Moscú, Piotr Saltykov.

## La peste de Moscú
A su muerte en 1725, Pedro el Grande dejó tras de sí la floreciente ciudad y nueva capital de San Petersburgo, en detrimento de una inestable Moscú debido al traslado de la sede de poder. Los suburbios de la ciudad atrajeron a numerosos siervos y desertores, ao lo que el gobierno respondió «endureciendo la servidumbre y fortaleciendo —o tan solo creando— instituciones administrativas y fiscales, y tejiendo las tres en una perfecta red de control social». La creciente población producía mayor cantidad de residuos a tratar, y ninguna solución para deshacerse de ellos. Por todas partes se apilaban desechos humanos, de caballos y de oficios como la curtiduría o los mataderos.
Catalina II heredó el trono en 1762 y pronto reconoció los problemas sociales a los que se enfrentaba su imperio, tales como el drástico incremento de la contaminación y el declive de los estándares de vida. En 1767, su gobierno decretó que debían expulsarse de la ciudad las actividades contaminantes, los mataderos, las lonjas y los cementerios; que era ilegal contaminar los cursos de agua y la obligación de establecer vertederos. Con esto pretendía occidentalizar Moscú y San Petersburgo. Creía que al eliminar los malos olores asociados con la ciudad, la salud de sus habitantes mejoraría; opinión común en el siglo xviii, fundamentada en la teoría miasmática de la enfermedad, que situaba su etiología en los malos olores. Al trasladar las manufacturas fuera de la ciudad propiamente dicha, Catalina también aseguraba la dispersión de los campesinos y siervos, considerados fuente de la putrefacción; por lo tanto, también expulsaba el germen de la enfermedad.
Según indican sus memorias, la propia Catalina percibía el hedor y la inmundicia de la ciudad como evidencia de su anclaje en el pasado, previa a la occidentalización de Rusia. Odiaba Moscú, y antes del brote de peste, la urbe carecía de límites formales, censo de su población y ningún tipo de planificación. Esta falta de planificación también se evidenciaba en el hecho de que la mayoría de viviendas aún era de madera, pese a la insistencia gubernamental en el cambio a estructuras de piedra. Si bien existían algunas casas de piedra, solían situarse en el centro de la ciudad, y el uso de este material no mostraba ningún signo de extenderse. Los incendios, la criminalidad, la suciedad, y, en general, el estado de la ciudad hacían de Moscú un escenario perfecto para el desastre. Catalina intentó solucionar estos problemas mediante perdones, revisiones de caso, la creación de oficios para los desempleados y los mendigos, y el fortalecimiento del gobierno local.
A pesar de sus esfuerzos para cambiar la ciudad, Catalina se encontró enfrentándose a un brote de peste bubónica en el Imperio ruso en 1770. La peste era una amenaza constante en la Europa moderna; nadie podía estar seguro de donde o cuando surgiría. En 1765 comenzaron a circular rumores de que la peste se había propagado hacia el norte, desde el Imperio otomano hasta Polonia. Los mismos rumores continuaron durante el año siguiente, con un supuesto brote en Constantinopla y Crimea. Hubo una falsa alarma en territorio ruso, y otra falsa alarma de una peste alrededor de Moscú que resultó ser viruela. Para mantener la enfermedad fuera de Rusia se crearon puestos de cuarentena en la frontera sur, pero con poca efectividad.
En diciembre de 1770, el doctor A. F. Shafonski, médico jefe en el Hospital General de Moscú, identificó un caso de peste bubónica e inmediatamente informó al doctor alemán A. Rinder, quien estaba a cargo de la salud pública de la ciudad. Desafortunadamente, Rinder no lo creyó e ignoró el informe. Al día siguiente, la reunión del Consejo Médico determinó que la peste había entrado en Moscú y se lo comunicó al Senado, en San Petersburgo. La respuesta del Gobierno consistió en el envío de militares al hospital para poner en cuarentena los casos. Sin embargo, Shafonski y Rinder continuaron sin llegar a un acuerdo, hasta que este último rechazó el informe de Shafonski en enero de 1771. Shafonski presentó un nuevo informe en febrero, donde discutía su caso, pero los oficiales creyeron a Rinder en su lugar. En marzo se detectaron indicios definitivos de la enfermedad, por lo que el gobierno de Moscú inició la aplicación de los procedimientos establecidos, incluso la preparación de hospitales de campaña.
En junio, Rinder moría tras contraer la enfermedad de un paciente, y para septiembre, en el pico de la enfermedad, la situación en Moscú era peor si cabe. Solo en este mes murieron 20 401 personas, y alrededor de tres cuartos de la población moscovita abandonó la ciudad. Las autoridades intentaron detener la propagación de la peste, pero los pobres estaban aterrorizados por la destrucción de sus hogares contaminados, y así ocultaron los cadáveres. Esta probablemente fue una de las razones por las que, pasada la epidemia, Catalina ordenó la retirada de todos los cementerios del centro de las ciudades, hacia los límites y suburbios.
La desesperación desatada en este mes ocasionó el motín de la plaga, un levantamiento contra el gobierno y sus métodos fallidos para proteger a los ciudadanos.

## Los disturbios

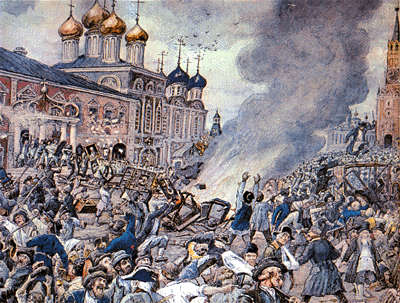
Acuarela de los disturbios en Moscú, 1771, por Ernst Lissner (c. 1930).

La peste alcanzó su mayor intensidad en septiembre de 1771, con un impacto estimado de 1000 muertes por día (20 401 en total), pese a que unos tres cuartos de la población escapó de la ciudad. No obstante, las cifras no reflejan del todo la realidad: los residentes, al temer que las autoridades habrían destruido las propiedades infectadas, ocultaron numerosos cadáveres, enterrándolos por la noche o simplemente arrojándolos a las calles. Las autoridades organizaron cadenas de presidiarios para recojer y enterrar los cuerpos, pero sus fuerzas eran insuficientes incluso para esta sencilla tarea.
El gobernador Saltykov, incapaz de controlar la situación, abandonó el puesto y escapó a sus dominios rurales, ejemplo que emuló el jefe de policía. Jacon Lerche, el recién nombrado inspector sanitario de Moscú, declaró el estado de emergencia, por el que se cerraban tiendas, posadas, tabernas, talleres e incluso iglesias; toda la ciudad fue puesta en cuarentena. El 15 de septiembre de 1771, los habitantes de Moscú se rebelaron contra las autoridades. La muchedumbre veía en las medidas de emergencia adoptadas por el Estado una conspiración para propagar la enfermedad. El arzobispo Amvrosi, quien retiró un ícono para disminuír la transmisión entre y por los fieles, fue acusado de conspiración, perseguido y asesinado como «enemigo del pueblo». Los disturbios se prolongaron durante tres días; la agitación restante sería finalmente sometida por Grigori Orlov a finales de septiembre.

## Medidas de emergencia tras el brote
Mientras tenían lugar los disturbios, la emperatriz envió a Grigori Orlov, su favorito, para tomar el control de Moscú. Se desconoce si su elección fue un acto de buena fe o un intento de deshacerse de este antiguo amor y líder de una familia con gran influencia política. Orlov, acompañado por Gustav Orreus y cuatro regimientos, llegó a Moscú el 26 de septiembre, donde inmediatamente concertó un consejo de emergencia con los médicos locales. Estos confirmaron la presencia de las variantes bubónica y septicémica de la enfermedad. Orlov estableció y supervisó una comisión ejecutiva de médicos, encargada del desarrollo de medidas para controlar la peste. Aún más importante, logró que la opinión pública aceptase las medidas del estado de emergencia, al tiempo que había mejorado la eficiencia y la calidad de la cuarentena —por ejemplo, al variar su duración para diferentes grupos de individuos expuestos pero todavía sanos, o al pagarles por su confinamiento—.
La epidemia en Moscú, pese a mantenerse durante el mes de octubre, se redujo gradualmente a lo largo del año. El 15 de noviembre, Catalina declaró su fin oficial, si bien las muertes continuaron hasta 1772. Las estimaciones de muertes en Moscú oscilan entre 52 000 y 100 000 personas, de un total de 300 000.
| Mes             | Septiembre | Octubre | Noviembre | Diciembre | Enero (1772) |
| --------------- | ---------- | ------- | --------- | --------- | ------------ |
| Muertes (Moscú) | 20 401     | 17 651  | 5235      | 805       | 330          |

## Consecuencias
La enfermedad estimuló la investigación local en la prevención de enfermedades, impulsada por el descubrimiento de una peste autóctona en los territorios recién conquistados del Cáucaso. La revelación profesional de la epidemia en Europa Occidental se debió a la obra Una consideración de la peste que brotó en Moscú en 1771 (1798), publicada en latín por el médico belga Charles de Mertens. Al año siguiente apareció su traducción al inglés.

### Efectos políticos inmediatos
La devastación causada por la peste obligó al Gobierno a reducir los impuestos y las cuotas de servicio militar en las provincias afectadas; medidas que disminuyeron la capacidad militar del Estado e impelieron a Catalina a buscar una tregua. Los estadistas se dividieron entre aquellos partidarios de continuar el avance en Moldavia y Valaquia, y aquellos que apoyaban la propuesta de Federico II de Prusia para cesar la guerra y conquistar los territorios polacos como compensación. En términos económicos, las cercanas tierras polacas eran más rentables que Moldavia, la cual debía cederse a los otomanos. Catalina prefirió seguir ambas posturas y así participar en el reparto de Polonia al tiempo que continuaba la guerra en el sur hasta 1774. Orlov, expulsado de la corte, inició en su retiro un largo viaje por Europa.

### Planificación de la ciudad
Para controlar la enfermedad, las autoridades prohibieron cualquier enterramiento en los cementerios parroquiales dentro de Moscú. En su lugar, crearon nuevos camposantos fuera de sus límites. Este anillo de cementerios establecidos en 1771 (Vagáñkovskoie y otros) se mantuvo hasta este siglo. Algunos fueron destruidos para dejar sitio a la nueva construcción como el cementerio Dorogomílovskoie. Otros, también destruidos, se convirtieron en parques públicos, como el Lázarevskoie. El cementerio Rogózhskoie, al este de Moscú, es un santuario de los viejos creyentes.